# 熊谷幸子
熊谷 幸子（くまがい さちこ、1963年3月19日 - ）は、日本のシンガーソングライター・作曲家。本名、沖田 幸子（おきた さちこ）。旧姓、熊谷。愛称は"さっちゃん"。南アフリカイースト・ロンドン生まれの横浜市育ち。

## 来歴
3歳の頃からクラシックピアノを習い、三味線を嗜み、中南米音楽を聴きながら育つ。
高校生時に坂本龍一に影響され作曲を始める。高校卒業後、外資系船会社の秘書として働く傍ら、1988年に松任谷正隆主宰の音楽スクールマイカミュージックラボラトリー・作曲コースに4期生として入学。彼女の"複雑なコード進行にせつないメロディ"という独自の作風に松任谷をはじめ講師陣から天才と称され、その才能を認められた。在籍中はカルピスウォーターCMソング「白いKiss」（非売品）を作曲・メインボーカルを担当（歌手名は「マイカ・プロジェクト」名義）。
1992年6月10日、東芝EMI（現：EMIミュージック・ジャパン）よりシングル「恋の色」でデビュー。デビュー当時は、作曲家としての意識が強く、作詞はやらなかったため、マイカミュージックラボラトリー作詞コースの生徒を中心に、松任谷由実、松任谷正隆、田口俊の講師3人を加えたマイカプロジェクトが作詞を担当していた。5thアルバム『S.K.』以降、自身で作詞するようになる。
テレビドラマ（『夏子の酒』、『私の運命』）、映画（『キャンプで逢いましょう』『時をかける少女 - 角川春樹監督1997年リメイクヴァージョン〜』松任谷正隆と共作）の劇中音楽を担当し、また松本伊代や内田有紀などへの楽曲提供の多さから「第二のユーミン」と言われながらも、なかなかヒットに恵まれず、1994年2月9日発売のフジテレビ系ドラマ『夏子の酒』主題歌「風と雲と私」のヒットでやっと注目されるが、その後は、あまり目立った活躍は見られなかった。
熊谷が劇中音楽を務めたTBSドラマ『私の運命』の主題歌である松任谷由実「命の花」アルバムバージョンのエンディングで民謡風のコーラスアレンジ並びにコーラスを担当（ただしドラマで流れたものとは別バージョン）や同年の松任谷由実のコンサートツアーにおいてオープニングとエンディングの音楽を担当（楽曲はエスニックな要素を取り入れたマキシシングルシリーズの3枚目に収録・発売予定であったが何らかの事情により発売せず）。
1998年7月8日発売の5thアルバム『S.K.』リリース後に、当時宇多田ヒカルの担当だった東芝EMIディレクター・沖田英宣と結婚。歌手としては第一線から退くも、主婦業の傍ら作曲家としてベッキー♪♯や今井美樹に楽曲を提供。また、2012年3月25日よりライブ活動を再開。夫・沖田英宣と家内制手工業的ユニットCODAMA throughとしても活動し、2014年にアルバムをリリース。
同業者からの評価も高く、前山田健一は「作曲において熊谷に相当影響を受けた」とラジオで語った。2008年に歌手廃業した倉橋ヨエコは憧れのアーティストとして熊谷を挙げている。
2025年1月29日、デビューから1998年までにリリースした13枚のシングルと4枚のオリジナル・アルバム、3枚のサウンドトラック・アルバムが各音楽配信サービスにて配信が開始された。

## ディスコグラフィー

### シングル（熊谷幸子）
|      | 発売日         | タイトル                                       | 規格品番  | 収録曲                                                                  |
| ---- | -------------- | ---------------------------------------------- | --------- | ----------------------------------------------------------------------- |
| 1st  | 1992年6月10日  | 恋の色／好きと言わないで                       | TODT-2744 |                                                                         |
| 2nd  | 1992年8月26日  | 未来はきみのもの／シャボン玉と片思い           | TODT-2914 |                                                                         |
| 3rd  | 1993年4月21日  | 君と約束した場所／恋人たちのMorning Moon       | TODT-2977 |                                                                         |
| 4th  | 1993年11月5日  | 光の鐘（ベル）を鳴らせ／あの頃 あの夏          | TODT-3134 |                                                                         |
| 5th  | 1994年2月9日   | 風と雲と私／紫陽花の坂道                       | TODT-3180 |                                                                         |
| 6th  | 1994年10月19日 | 嵐のカーニバル／恋の予告編                     | TODT-3310 |                                                                         |
| 7th  | 1995年3月8日   | love…／そして今週のふたりは…                   | TODT-3408 |                                                                         |
| 8th  | 1995年5月17日  | おはよう、ファニーガール／月夜                 | TODT-3489 |                                                                         |
| 9th  | 1995年11月1日  | Rhapsody in Love／冬の花火                     | TODT-3582 |                                                                         |
| 10th | 1996年7月24日  | Bahia〜バイーア〜                              | TOCT-4045 | 1. Bahia〜バイーア〜 2. Do Doo-wop 3. YOU 4. SAIL AWAY                  |
| 11th | 1996年12月11日 | YOU AND I                                      | TOCT-4063 | 1. バイブレーション 2. それを恋と呼ぶの 3. VOCÊ E EU #1 4. VOCÊ E EU #2 |
| 12th | 1998年6月6日   | 月がきっと見ているから／君にもう一度逢いたいよ | TODT-5154 |                                                                         |
| 13th | 1998年11月26日 | Hi Hi High／Song For You                       | TODT-5237 |                                                                         |

### シングル（CODAMA through）
|        | 発売日        | タイトル                    |
| ------ | ------------- | --------------------------- |
| 1st    | 2012年3月25日 | m.a.k.o.t.o.／はつ恋        |
| 2nd    | 2013年3月30日 | Harmony／流星               |
| Others | 2023年1月4日  | Harmony -Piano Version 2023 |

### アルバム（熊谷幸子）
|     | 発売日        | タイトル                           | 規格品番   | 収録曲 |
| --- | ------------- | ---------------------------------- | ---------- | --- |
| 1st | 1992年9月23日 | ART OF DREAMS                      | TOCT-6622  | 1. 天の川の岸辺へ 2. みんな雨の中 3. 恋の色 4. 風をきって 5. 何かが夜をやってくる 6. シャボン玉と片想い 7. レインダンス 8. 恋人たちのMorning Moon 9. 未来はきみのもの 10. 遠い日をきこう              |
| 2nd | 1993年6月23日 | 虹の彼方に〜Far beyond the rainbow | TOCT-8042  | 1. Shadows and Lights 2. 夜明けの歌 3. THE ENDは二幕目のはじまり 4. 蠛 MAKUNAGI 5. K-13 6. あの頃 あの夏 7. 風の日曜日 8. いちばん新しい友だち 9. サーカス サーカス 10. 君と約束した場所              |
| 3rd | 1994年4月8日  | Poison Kiss                        | TOCT-8361  | 1. WORD GAME 2. 光の鐘（ベル）を鳴らせ 3. 恋の黙示録 4. Night Flyer 5. Bye Bye My Happy Days 6. 女神とピアニスト 7. そして・・・ 8. 紫陽花の坂道 9. ONE 10. 風と雲と私                                |
| 4th | 1995年6月21日 | Good Morning Funny Girl            | TOCT-8900  | 1. おはよう、ファニーガール 2. そして今週のふたりは・・・ 3. 雨のスクリーン 4. そんなはずない 5. 冬の花火 6. 白夜 7. 嵐のカーニバル 8. love・・・ 9. 大人って 子供って 10. 月夜                       |
| 5th | 1998年7月8日  | S.K.                               | TOCT-10343 | 1. Sem Você 2. 世界中のロンリーハートに捧ぐ 3. Bye Bye My Love 4. I do I do(Jealousy) 5. 風の歌 6. 夢の国のアリス 7. 知りすぎた2人 8. 月がきっと見ているから 9. 君にもう一度逢いたいよ 10. レインボー |

### アルバム（CODAMA through）
|     | 発売日       | タイトル                       | 収録曲                                                                                           |
| --- | ------------ | ------------------------------ | ------------------------------------------------------------------------------------------------ |
| 1st | 2014年5月3日 | A Codama Runs Througe It vol.1 | 1. Harmony [Album Ver.] 2. Boys 3. はつ恋 [Album Ver.] 4. Bye Bye Dreamer 5. Interlude 6. けもの |

### サウンドトラック
|     | 発売日         | タイトル                                                 | 規格品番  | 収録曲 | 備考               |
| --- | -------------- | -------------------------------------------------------- | --------- | --- | ------------------ |
| 1st | 1994年3月9日   | フジテレビ系ドラマ『夏子の酒』オリジナルサウンドトラック | TOCT-8308 | 1. 空の樹 2. “R” 3. 風と雲と私〜豊かな旅 4. 水のカテドラル 5. 哀しみのレシタティーヴ 6. 風と雲と私〜ビギニング 7. クルセード 8. 檸檬 9. 同〜あこがれ 10. 空の樹〜木洩れ陽 11. 風と雲と私〜ソロ 12. 同(ショート・ヴァージョン) |                    |
| 2nd | 1995年3月1日   | TBS系ドラマ『私の運命』オリジナルサウンドトラック        | TOCT-8749 | 1. 砂の惑星(連弾) 2. 同(松任谷由実) 3. 紡ぐ手 4. CONFEITO 5. メチエ 6. 泣く女 7. 子供たちに 8. 麝香 9. 沸点X 10. 黒の舞踏 11. レクイエム・イン・Fマイナー 12. ミーニング・オブ・ライフ 13. 命の花(インストゥルメンタル) |                    |
|     | 1995年         | 映画『キャンプで逢いましょう』オリジナルサウンドトラック |           | | 未発売             |
| 3rd | 1997年10月29日 | 映画『時をかける少女』オリジナルサウンドトラック         | TOCT-9940 | 1. 夢の中で〜ウィ・アー・ノット・アローン,フォエヴァー(映画ヴァージョン)(松任谷由実) 2. あなたの面影 3. タイムスリップの香り 4. あなたと私 5. 時の隙間に 6. 不思議な午後 7. フレンズ 8. 時の回廊 9. ザ・タイムレス・ガーデン 10. ラヴ・エターナリー 11. きっと戻れる 12. 心は忘れない 13. 時のカンツォーネ(映画ヴァージョン)(松任谷由実) | 松任谷正隆との共作 |
|     | 1998年         | 日本テレビ系『進ぬ!電波少年』「電波少年的懸賞生活」BGM   |           | | 未発売             |

## タイアップ
| 曲名                     | タイアップ                                                         |
| 恋の色                   | 三菱銀行『夏のボーナス』CMソング                                   |
| 未来はきみのもの         | 日本テレビ系『第12回全国高等学校クイズ選手権』イメージソング       |
| 君と約束した場所         | 関西テレビ『上岡龍太郎にはダマされないぞ!』エンディングテーマ      |
| 君と約束した場所         | レオマワールドCMソング                                             |
| 君と約束した場所         | FM802ヘヴィー・ローテーション                                      |
| 恋人たちのMorning Moon   | 映画『新・同棲時代』主題歌                                         |
| 風と雲と私               | フジテレビ系『夏子の酒』主題歌                                     |
| 風と雲と私               | 毎日放送『水野真紀の魔法のレストラン』「100人の料理人!」挿入歌     |
| 嵐のカーニバル           | 日本テレビ系『ぐるぐるナインティナイン』エンディングテーマ         |
| love・・・               | 協和発酵・焼酎『かのか』CMソング                                   |
| おはよう、ファニーガール | TBS系東芝日曜劇場『きのうの敵は今日も敵』主題歌                    |
| Rhapsody in Love         | カルビー『ア・ラ・ポテト』CMソング                                 |
| Bahia〜バイーア〜        | 毎日放送・TBS系『世界ウルルン滞在記』エンディングテーマ            |
| YOU                      | テレビ東京系『赤ちゃんと僕』エンディングテーマ                     |
| SAIL AWAY                | TBS系『スケート中継』イメージソング                                |
| バイブレーション         | TBS系『素敵なあなた』エンディングテーマ                            |
| 君にもう一度逢いたいよ   | 健勝苑グループCMソング                                             |
| Hi Hi High               | 日本テレビ系『タッチ Miss Lonely Yesterday あれから、君は…』主題歌 |
| Song For You             | 日本テレビ系『タッチ Miss Lonely Yesterday あれから、君は…』挿入歌 |

## 他のアーティストへの提供曲
- A.S.A.P

「FRIENDS FOREVER」 作詞：熊谷幸子、作曲：Rob Pfeifer・Jeff Pfeifer、編曲：Jeff Pfeifer
- 石嶺聡子

「クルーン」 作詞：石嶺聡子、作曲：熊谷幸子、編曲：大野宏明
「あなたのそばに」 作詞：中本トクロウ、作曲：熊谷幸子、編曲：島田昌典
- 今井美樹

「窓辺」 作詞：岩里祐穂、作曲：熊谷幸子、編曲：Simon Hale
- 詩子

「ホットライン」 作詞：田口俊、作曲：熊谷幸子、編曲：鷺巣詩郎
- 内田有紀

「純情可憐乙女模様」 作詞：許瑛子、作曲：熊谷幸子、編曲：亀田誠治
「雨のち雨」 作詞：田辺智沙、作曲：熊谷幸子、編曲：武部聡志
- 大賀埜々

「Goodbye Girl」 作詞：大賀埜々・U.KON、作曲：熊谷幸子、編曲：新川博
- 小野綾子

「うずみ火」 作詞：前田たかひろ、作曲：熊谷幸子、編曲：島健
- 金子美香

「ROUND MIDNIGHT」 作詞：松本隆、作曲：熊谷幸子、編曲：新川博
- 國府田マリ子

「シリアルとKISS」 作詞：國府田マリ子、作曲：熊谷幸子、編曲：k-muto
- 児島未散

「今はまだひとり」 作詞：京恵里子、作曲：熊谷幸子、編曲：山本姫子
- 酒井法子

「恋のレシピ」 作詞：尾島圭、作曲：熊谷幸子、編曲：本間昭光
- 椎名恵

「ひとりになりたい」 作詞：椎名恵、作曲：熊谷幸子、編曲：勝又隆一
- 長沢有起

「Sweet Rain」 作詞：田久保真見、作曲：熊谷幸子、編曲：松本晃彦
「はじまりのKISSをして」 作詞：鮎川めぐみ、作曲：熊谷幸子、編曲：松本晃彦
「ふたりでいたから」 作詞：鮎川めぐみ、作曲：熊谷幸子、編曲：松本晃彦
「もう泣いてなんかいられない」 作詞：鮎川めぐみ・長沢有起、作曲：熊谷幸子、編曲：松本晃彦
- 夏川りみ

「いのちの音」 作詞：村野直球、作曲：熊谷幸子、編曲：井上鑑
- ベッキー♪♯

「君へ」 作詞：ベッキー♪♯、作曲：熊谷幸子、編曲：笹路正徳
「そらいろ」 作詞：ベッキー♪♯、作曲：熊谷幸子、編曲：岡野ハジメ
- 星井七瀬

「My Friend」 作詞：園田凌士、作曲：熊谷幸子、編曲：TATOO
- 松本伊代

「きっと忘れるから」 作詞：鮎川恵、作曲：熊谷幸子、編曲：新川博
「恋は最初が肝心」 作詞：谷穂ちろる、作曲：熊谷幸子、編曲：上杉洋史
「MARIAGE〜幸せになって」 作詞：鮎川恵、作曲：熊谷幸子、編曲：大平勉
「La Primeur」 作詞：遊夢薫、作曲：熊谷幸子、編曲：新川博
- 森丘祥子

「Real Me」 作詞：岩里祐穂、作曲：熊谷幸子、編曲：小倉泰治
- 山本潤子

「オアシス」 作詞：片岡桂、作曲：熊谷幸子、編曲：新川博
「Married Life」 作詞：片岡桂、作曲：熊谷幸子、編曲：新川博

## 出演

### ラジオパーソナリティー
- bayfm「カラフルモノクローム」
- Fm yokohama「ゴーゴーランチタイム」
- TBSラジオ「もぎたてラジオCAN」の1コーナー「きっと明日は」

## ライブ
- 1993年9月8日　渋谷クラブクアトロ
- 1994年4月25日　心斎橋クラブクアトロ
- 1994年10月16日　東京工業大学
- 1998年10月6日　南青山マンダラ
- 1999年2月9日　南青山マンダラ
- 2012年3月25日　目黒BLUES ALLEY JAPAN
- 2013年3月30日　恵比寿 アート・カフェ・フレンズ
- 2013年7月6日　鎌倉 歐林洞ギャラリーサロン
- 2014年5月3日　二子玉川 KIWA
- 2014年7月5日　鎌倉 歐林洞ギャラリーサロン
- 2015年7月11日　鎌倉 歐林洞ギャラリーサロン

ほか